# Patrick Drahi
Patrick Drahi (Casablanca, 20 agosto 1963) è un imprenditore francese-israeliano di origini marocchine, fondatore e presidente di Altice, una multinazionale di telecomunicazioni e reti via cavo con sede nei Paesi Bassi, quotata alla Borsa di Amsterdam e maggiore azionista dell'operatore francese Altice France, Virgin Mobile, dell'operatore israeliano Hot, di Portugal Telecom, Altice Dominicana e American Suddenlink (ora Altice Usa) e dal giugno 2021 di British Telecom. 
Proprietario dal giugno 2019 della casa d'asta Sotheby's, possiede attraverso Altice France diversi media israeliani, tra cui i24news, e francesi tra cui Libération, L'Express, BFM TV e RMC, controlla Altice grazie ad una holding personale, Next Limited Partnership, registrata a Guernsey, ha cittadinanza francese, portoghese e israeliana,  e dal 1999 vive in Svizzera.
Secondo Forbes, nel 2021 è il 186° uomo più ricco al mondo con un patrimonio di 12,3 miliardi di dollari, anche se avrebbe 24 miliardi di debiti.

## Biografia
Nato a Casablanca da famiglia ebraica marocchina (il padre e la madre erano insegnanti di matematica), all'età di 14 anni si trasferisce con la famiglia in Francia, a Montpellier. 
Nel 1983, dopo due anni di preparazione al Lycée Joffre de Montpellier, è ammesso all'École polytechnique e completa la formazione all'École nationale supérieure des télécommunications. 
Dopo la laurea lavora per cinque anni in Philips, occupandosi di ricevitori satellitari, prima di entrare nel gruppo svedese Kinnevik. Quindi comincia a rilevare in Francia aziende in difficoltà nel settore delle reti via cavo ricorrendo al leveraged buyout, una gestione degli investimenti che consente l'assunzione di un pesante debito per l'acquisto di una società per poi ristrutturarla per aumentare i profitti finanziari e rimborsare i prestiti contratti. 
Nel maggio 2001 crea la sua società, il fondo di investimento Altice. Nel 2002 compra l'azienda alsaziana Is Videocommunication e si ritrova in meno di 4 anni alla guida del 99% del cavo francese. Altice rileva tra gli altri Numericable, Noos, France Telecom Cable, TDF Cable e, con l'aiuto di altri due fondi di investimento, Cinven e Carlyle, UPC France per 2 miliardi di euro. 
Alla fine ha un numero molto elevato di reti via cavo, ma tutte molto eterogenee. Drahi inizia quindi un lavoro di integrazione con l'obiettivo di collegare 4 milioni di case entro il 2008.  Questo lungo lavoro ha un impatto sulla qualità delle reti, tanto che nel 2007 abbandona Noos, troppo criticato dai clienti, per mantenere solo la sua potente filiale, Numericable.  Quell'anno acquista anche la società Completel lanciando un'offerta pubblica di acquisto (OPA). 
Nel 2009 acquisisce all'estero tre nuove reti via cavo, cavo TV Martinica (MTVC), World Satellite Guadeloupe e Valvision, per 22 milioni di dollari. Nel giugno 2013 rileva il primo operatore alternativo del DOM-TOM, Outremer Telecom, attivo sia nell'accesso a Internet sia in rete fissa e mobile. La sua intenzione è di fonderlo con gli operatori via cavo di Guadalupa e Martinica già in suo possesso. 
Nell'autunno del 2013 porta in Borsa Numericable;  la quotazione gli consentirà di finanziare altri acquisti del suo fondo di investimento, tra cui l'operatore della Reunionese Mobius. Nel gennaio del 2014 è quotato anche Altice, Drahi piazza sul mercato tra 1,3 e 1,5 miliardi d'euro di azioni.. Contemporaneamente Drahi porta a termine un'altra operazione: mentre prima controllava il 20,6% di Numericable attraverso Altice, ora arriva al 40% ottenendo pochi giorni più tardi l'approvazione dell'Autorità per la concorrenza..
Nell'aprile 2014 salva dal fallimento, insieme a Bruno Ledoux, il quotidiano Libération con un investimento di 18 milioni di euro.. Nello stesso periodo si aggiudica all'asta da Vivendi, battendo l'offerta del colosso Bouygues e nonostante l'ostilità del governo socialista francese, il secondo gestore di telecomunicazioni francesi, SFR, con un investimento di 13,5 miliardi di euro, in buona parte a debito. E per renderlo ancora più forte si aggiudica per 370 milioni di euro all'anno l'esclusiva della Champions League sino al 2021. In un'audizione davanti al Senato francese che si chiede come abbia fatto uno sconosciuto come lui a comprare SFR, Drahi risponderà: "Dormo sonni più sereni con un debito di 50 miliardi sulle spalle piuttosto che quando devi rimborsare 50 mila euro".
Nel dicembre 2014 rileva Portugal Telecom per 7,4 miliardi di euro. Il 9 gennaio 2015 compra per meno di 10 milioni di euro dal gruppo belga Roularta le riviste francesi più importanti della società: L’Express, L’Expansion, Studio Ciné live, Lire, Mieux vivre votre argent, Classica e Pianiste. Quattro mesi più tardi, il 20 maggio 2015, acquisisce il 70% dell'operatore statunitense di televisione via cavo Suddenlink Communications, trasformata in seguito in Altice Usa. 
Il 21 giugno 2015 Altice annuncia un'offerta pubblica di acquisto su Bouygues Télécom per 10 miliardi di euro, ma l'offerta è respinta. Nell'agosto 2015 la società sposta la propria sede, dal Lussemburgo nei Paesi Bassi, per poter sfruttare la ancora più flessibile legislazione olandese nell'ambito dell'amministrazione aziendale. Infatti, la presenza della dual-class share nell'ordinamento legislativo olandese consente a Drahi di detenere il 92% dei diritti di voto nella società nonostante possieda solamente il 58,5% delle azioni.
Nel 2016 Altice rileva l'operatore televisivo via cavo statunitense Cablevisión per 7,7 miliardi di dollari, diventando il quarto più grande fornitore di servizi via cavo negli Stati Uniti. Nel marzo 2017 compra la start-up olandese di pubblicità video Teads, cinque mesi più tardi, in agosto, raggiunge (dopo averci già provato in passato) il 95% in SFR e ne annuncia l'uscita dalla Borsa.
Nel giugno 2019 acquisisce il controllo della casa d'aste Sotheby's per 3,7 miliardi di dollari,, saldati in parte cedendo il 2,5% (valore di 400 milioni di dollari) di Altice Usa, accollandosi il debito di Sotheby's e utilizzando la linea di credito concessa da Bnp Paribas per 2 miliardi abbondanti. Sempre nello stesso mese l'ex divisione Usa di Altice viene scorporata tramite un'offerta pubblica di vendita, rendendola indipendente dal resto del gruppo che ha nel complesso oltre 49 miliardi di debiti, spalmati per il 60% sulle società europee e il resto in quella americana.
Nel giugno 2021 acquisisce per 2,5 miliardi il 12,1% di British Telecom, diventando il primo azionista del principale gruppo di telefonia del Regno Unito.

## Evasione fiscale
Nel novembre del 2022 Patrick Drahi è accusato di evasione fiscale, rivelata da un'inchiesta della Televisione svizzera romanda e di Heidi.news. L'amministrazione fiscale del Cantone di Ginevra sostiene che Patrick Drahi, che è ufficialmente domiciliato a Zermatt, nel Cantone del Vallese, in realtà vivrebbe a Ginevra, nel comune di Cologny, nascondendo questo fatto Patrick Drahi froderebbe il fisco ginevrino.

## Scandalo corruzione Altice
La vicenda della corruzione ad Altice è uno scandalo che ha scosso l'impero delle telecomunicazioni del miliardario francese Patrick Drahi. L'incidente è iniziato il 13 luglio 2023 quando uno dei co-fondatori dell'azienda, Armando Pereira, braccio destro di Drahi, è stato arrestato in Portogallo nell'ambito di un'indagine ad ampio raggio su presunti atti di corruzione e riciclaggio di denaro..
Gli inquirenti portoghesi hanno effettuato perquisizioni presso la sede di Altice a Lisbona, coinvolgendo diversi dirigenti ed ex dirigenti della società. Armando Pereira è sospettato di aver messo in piedi una rete di fornitori dubbi al fine di appropriarsi indebitamente di ingenti somme attraverso la politica di acquisto del gruppo. Questi atti hanno portato alla sospensione di diversi dirigenti, tra cui l'amministratore delegato della filiale americana di Altice, Alexandre Fonseca, nonché altri dirigenti in Francia e Portogallo. In totale 15 sono le persone sospese.
Le accuse contro Armando Pereira comprendono 11 reati legati all'"Operazione Picoas", un'indagine su corruzione e riciclaggio di denaro che coinvolge diversi alti funzionari di Altice. In qualità di co-fondatore di Altice con Patrick Drahi, Armando Pereira aveva acquisito una notevole influenza all'interno dell'azienda. Per un anno è stato consigliere dell'amministratore delegato e del comitato esecutivo di Altice France.
Altice, già pesantemente indebitato, vede il suo impero indebolito da questo scandalo di corruzione. I problemi finanziari sono aggravati dall'aumento dei tassi di interesse, che incidono sul valore delle obbligazioni emesse dal gruppo. Questa situazione rischia di complicare ulteriormente il rimborso dei debiti, con un indebitamento cumulato che raggiunge i 60 miliardi di dollari per le entità Altice USA, Altice International e Altice France.
Per rassicurare gli investitori e ripristinare la fiducia nell'azienda, Patrick Drahi, solitamente discreto, prevede di parlare a conferenze. La situazione è cruciale visto che il gruppo, ritirato dal mercato azionario nel 2021, deve affrontare scadenze di rimborso significative nei prossimi anni.

## Vita privata
È sposato con Linda, una siriana greco-ortodossa. Quattro i figli.
Collezionista d'arte e assistito da Samuel Valletta, responsabile dei grandi clienti di Sotheby's, possiede dipinti di Marc Chagall e Picasso.
È titolare di una holding personale,, Next Limited Partnership, registrata a Guernsey, che è l'azionista di maggioranza di Altice.
Secondo l'organigramma redatto dall'economista Benoît Boussemart e pubblicato su Le Canard enchaîné del 14 ottobre 2015 e sulla rivista Capital, in cima a tutto c'è la holding personale di Patrick Drahi, Next LP, poi una serie di filiali, alcune delle quali si trovano in paesi noti per essere paradisi fiscali come il Lussemburgo, la Svizzera o Panama.
Il 3 aprile 2016, il suo nome compare nei Panama Papers attraverso la società panamense Jenville SA, che era azionista temporaneo nel capitale di Altice IV nel dicembre 2008 e nel 2015 è stato azionista di Altice Media, proprietaria di L'Express e di altri media..
Accanto ai gruppi di società con attività economica, Patrick Drahi gestisce i suoi ingenti patrimoni privati (proprietà, aerei, yacht, opere d'arte) tramite family office, tra cui la holding Yafit. Possiede una cascata di società lussemburghesi (Before SA, Next Alpha SA, SPF e Before Luxembourg SCSp) che ospitano la sua collezione di opere d'arte, che rappresentano un totale di acquisti di 924,5 milioni di dollari. Nel 2021 il valore netto contabile delle opere ancora detenute dalla sua società Before è di 625 milioni di euro. Queste società vengono sostituite da due società, Forever e Angelheart, domiciliate nel paradiso fiscale di Saint Vincent e Grenadine grazie a un complesso assetto che consente di trasferire ai figli la proprietà delle sue opere d'arte e di sottrarsi alla tassazione delle plusvalenze stimate tra i 50 e i 75 milioni di euro, nonché alle tasse sulle future donazioni previste sui 300 milioni di euro all'anno.